# Vesterfold (Strand)
Vesterfold (også Vestervold; tysk: Westerwo(h)ld) var en landsby på den nordfrisiske ø Strand i det vestlige Sønderjylland/Slesvig. Landsbyen gik under ved den anden store manddrukning i oktober 1634. Den var beliggende i øens nordvestlige del, nu omtrent halvvejs mellem øen Pelvorm og halligen Grøde.
Vesterfold navnes ofte sammen med nabobyen Østerfold. Navnet henviser til en indhegning (fold fra oldnordisk ≈ mark) eller til et større skovområde (oldnordisk við-r), som fandtes omkring byen. Administrativ hørte Vesterfold under Beltring Herred. Kirkerne i både Vester- og Østerfold var af træ. Resten af det 1362 oversvømmede Balum Sogn holdt sig også til Vesterfold.
Der berettes om de to danske konger Reginfred og Harald Klak, som i 813 var draget til Vesterfold for at nedkæmpe et oprør. Stedet beskrives som Danmarks yderste del, som peger over mod Brittaniens nordspids. Det er usikkerhed, om der var tale om den norske Vestfold eller Vesterfold på Strand.